# かんじき

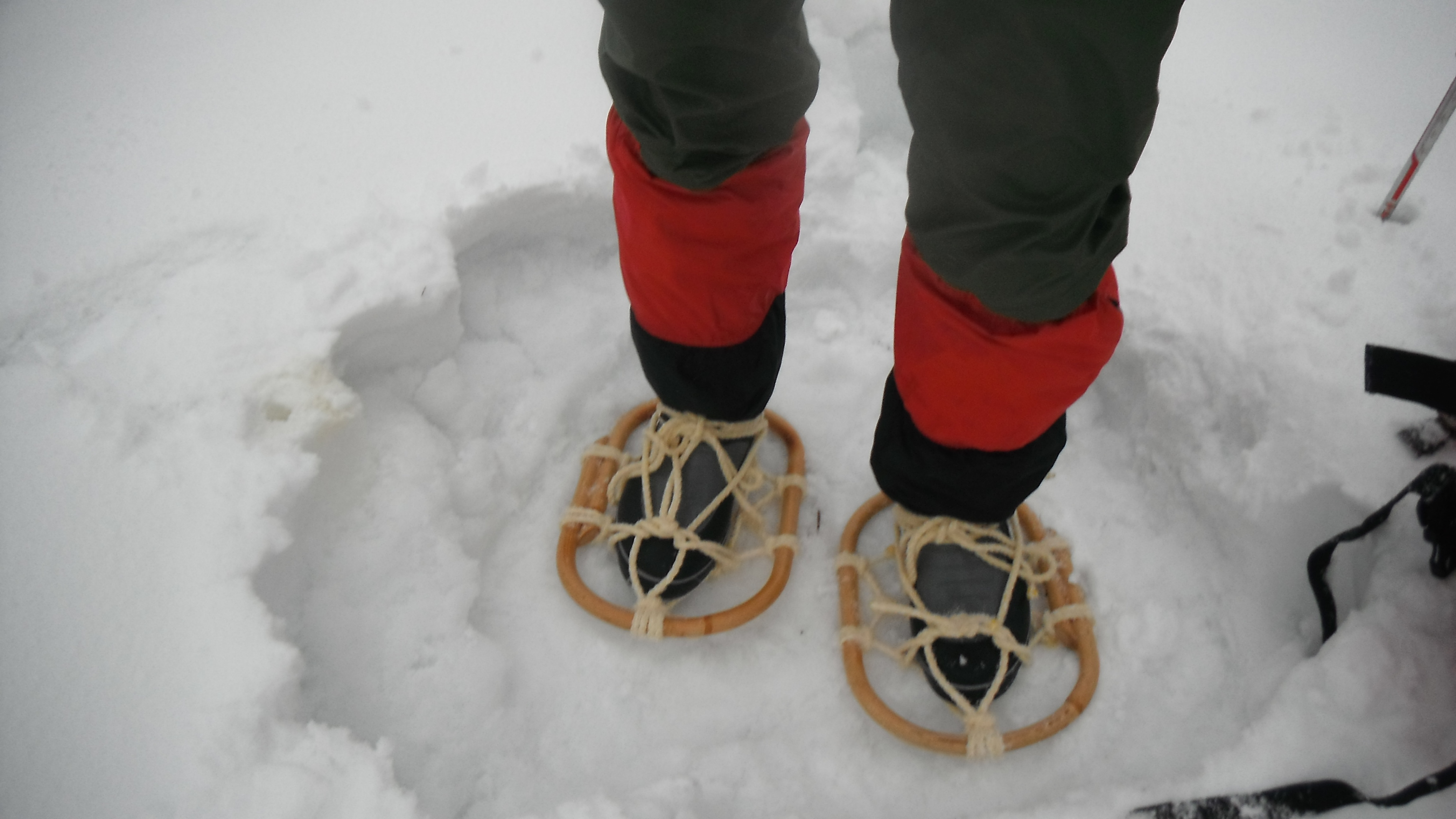
かんじきの紐の結び方

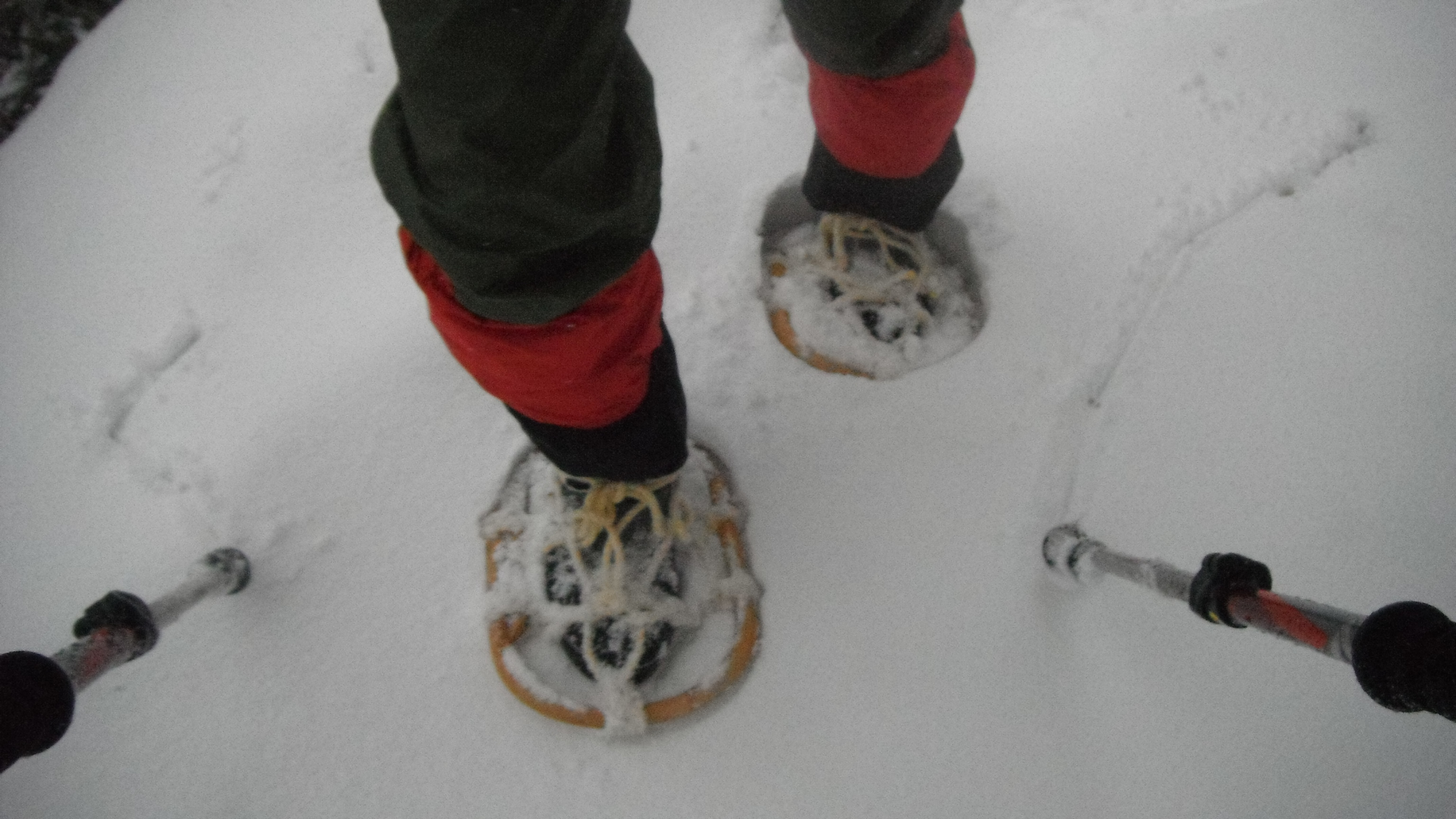
かんじきでの雪上歩行

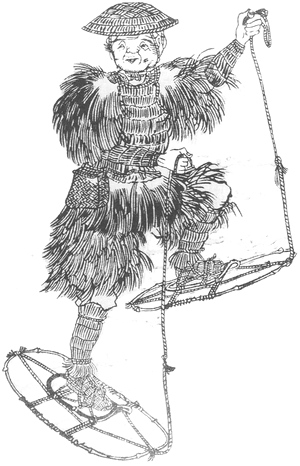
鈴木牧之『北越雪譜』より、かんじきを履いた人の挿絵

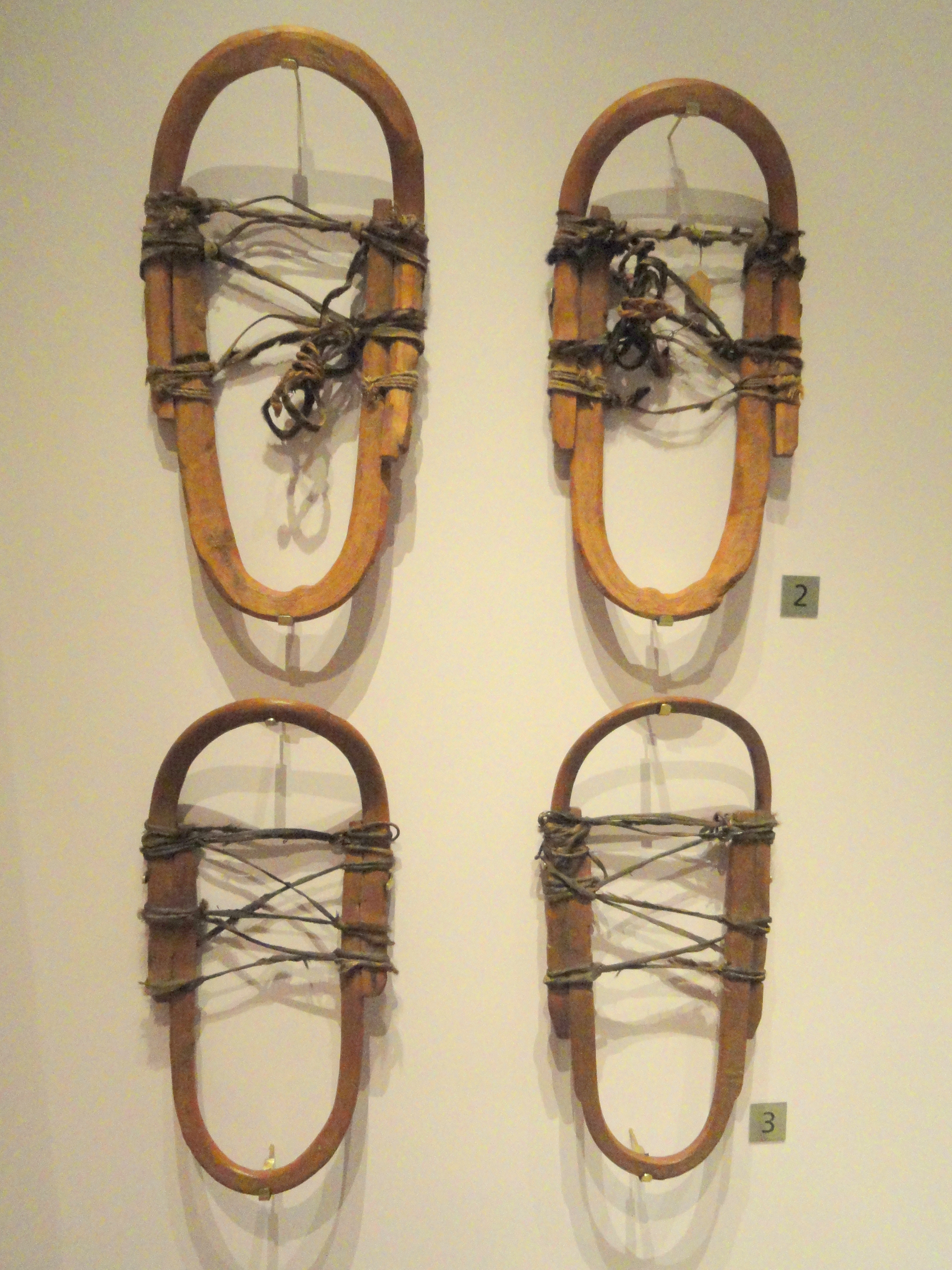
アイヌが用いたかんじき

かんじき（樏、橇、檋、梮）は、雪や泥の上など不安定な地面を歩くための民具。靴・わらじなどの下に着用する。履くと接地面積が増え体重が分散されることから、雪に深くめり込まず、さらに斜面などでずり落ちにくくする効果がある。世界各地の豪雪地域で類似の道具が見られる（「スノーシュー」を参照）。

## 種類

### 板かんじき
板かんじき（板樏、いたかんじき）は深田での稲刈り時に足が埋没してしまわないように用いられた民具。田下駄ともいう。

### 輪かんじき
雪上で深雪に足が埋没してしまわないように用いられた民具。木製で、雪輪ともいう。

### 鉄かんじき
氷上を歩くための爪付の鉄製の民具。

## 歴史
かんじきの歴史は古く、日本では縄文時代の遺跡である青森県八戸市是川遺跡からは、輪かんじきの一部分と思しき縄が出土している。それ以前にアジア大陸から伝わったか独自に考案されたと考えられている。